# 鉤吻
鉤吻（學名：Gelsemium elegans，英語：或），又有金勾吻、苦吻、斷腸草、爛腸草、野葛、大茶藥、大茶藤、毒極大茶葉、葫蔓藤、胡蔓藤、毒根、狼毒草、山砒霜、黃籐、豬人參、麻醉籐、火把草、水莽草等別稱，屬於钩吻科（Loganiaceae，亦作馬錢子科或葫蔓藤科）钩吻屬（Gelsemium，亦有作斷腸草屬、胡蔓藤屬或馬錢屬（Strychnos）），是一種具劇毒的常綠、一年生、纏繞性的藤本植物（亦有作草本植物）。鉤吻的屬（Gelsemium），其意思為「雅致的」，名字來自意大利語的茉莉，取名可能認為此屬近似茉莉，此屬的共通點為花多數黃色或白色；詞（elegans）的意思為「秀麗的」、“雅致的”。
鉤吻可在200－2,000米的丘陵、疏林或灌木林向陽的地方生長，廣佈於中國及東南亞地區，於中國廣東、廣西、福建、浙江、江西、湖南、貴州、雲南、海南、台灣、印度、馬來西亞、印度尼西亞及中南半島（寮國、越南、緬甸北部、泰國北部）等地皆有發現。在香港，被稱為「香港四大毒草」之一，也是香港原生物種。

## 形态
鉤吻的枝葉茂盛，枝幹光滑無毛；葉為對生狀，呈卵形、狹卵形或卵狀披針形，葉頂端漸尖，基部漸窄或近圓形，全緣，膜質，長約5－12厘米，寬約2－6厘米；葉側脈每邊4－7條，腹面平坦而背部則隆起；葉柄長約8－12毫米。
鉤吻長漏斗狀小花，略帶芳香，為頂生或長於上部葉腋的聚繖花序，花期為5月－11月；其花冠呈黃色或橙色，每片花瓣內側呈淡紅色的斑點，長約10－19毫米，合共5塊，呈卵形裂片，較花冠管為短；花苞小而狹，長約2毫米，邊緣時有綠毛；花梗長約3－8毫米；花萼裂片有5塊，呈卵狀披針形，長約3－4毫米；雄蕊生於花冠管基部，內藏或稍伸出於花冠之外，與花瓣互生；花柱呈絲狀，長約8－10毫米，花藥呈狹卵形，有4淺裂，約1.5－2毫米；子房有2室，呈卵形，光滑無毛，有多顆胚珠。
鉤吻的果為蒴果，呈卵形，分裂為2個2裂的果瓣，有宿萼，果期為8月－翌年2月。果皮膜質，稍膨脹，長約10－14毫米，寬約6－8毫米，在開裂前具2條淺縱槽。種子膜質，具有不規則裂齒狀的翅。

## 醫藥用途及其毒性
鉤吻全株具劇毒，與洋金花、馬錢子和羊角拗合稱「香港四大毒草」。當中新生幼葉以及根部的毒性最強。鉤吻的根部含鉤吻鹼（葫蔓籐鹼）甲、子、丑、寅、卯等，在離開泥土時略帶香味，但多聞會令人產生暈眩感。鉤吻的葉則含鉤吻鹼甲、辰等。當中又以鉤吻鹼子含量最高，而鉤吻鹼寅則毒性最烈。一說只需服下約10克的莖葉或2-8克的根或10-38枚的嫩芽，即可引致中毒，亦有指服食一小葉片已可致命，甚至，鉤吻的花粉亦帶毒性。清朝醫藥學家趙學敏在《本草綱目拾遺》中指：「胡蔓籐合香，焚之，令人昏迷。」
鉤吻的毒性主要成份為多種生物鹼（包括鉤吻鹼），包括極強烈的神經毒性，服食過量即導致消化系統、循環系統和呼吸系統的強烈反應，腸會發黑粘連，中毒症狀包括流涎、噁心、口渴、吞嚥困難、發熱、嘔吐、口吐白沫、抽搐、四肢麻木、肌肉無力、肌肉纖維顫動、舌硬、言語不清、共濟失調、煩躁不安、咽腹有燒灼或疼痛感、心律失常等。此外尚有瞳孔放大、視力模糊，嚴重可致失明，還有限鹼下垂。迷走神經時，可使心跳減慢、加速及失常，出現四肢冰冷、面色蒼白、體溫不開及血壓下降等症狀。中毒晚期可引起痙攣、呼吸肌麻痺、窒息、昏迷及休克，最後甚至可因心臟衰竭或呼吸衰竭至身亡。其毒理主要為抑制延髓的呼吸中樞，當嚴重受抑制時會引發酸中毒，最終可因延髓呼吸中樞及呼吸肌的麻痺而死於呼吸衰竭，同時亦可抑制腦部和脊髓的運動中樞而引起肌肉麻痺。另一方面，亦可產生神經迷走，直接刺激心肌引起心律失常和心率之改變。
《全州志》曾記載一種名為斷腸草（又名胡蔓藤）的劇毒植物，其中一種解毒方法是「以狗屎調水灌治」。一說洗胃外，服食碳灰，再利用鹼水和催吐劑輔助，洗胃後將綠豆、金銀花以及甘草大火煎煮成藥後服用。另有解毒劑療法，以阿托品或士的寧在皮下注射以對抗鉤吻鹼的迷走神經抑制作用，亦可在肌肉中注射新斯的明。羊血治療則是以新鮮羊血、白鴨血或鵝血約200－300毫升灌服約1至2次，亦有個案使用羊血直灌胃內作治療而得以活命。然而根據泰國清邁大學研究，清除毒性並沒有特效藥，一般之處理方法只有洗胃、催嘔和催瀉以減少毒性劑量。
鉤吻雖然毒性猛烈，然而亦被視作中草藥的一種，中醫稱其性味為辛、溫、大毒，有祛風、攻毒、消腫、止痛、抗炎、催眠等功效，入藥後外用，可治頑癬、疥癬、瘡患、濕疹、麻瘋、風濕、關節炎等症狀，同時亦是驅蟲藥。此外，豬隻適量食用可治豬熱病及使毛色具光澤。明朝醫學家李時珍在其本草學大成《本草綱目》謂：“斷腸草人誤食其葉者致死，而羊食其則大肥”。

## 鉤吻與金銀花
過往，不少人常將鉤吻誤認作五花茶成份之一的金銀花，從而誤採誤食，引致中毒。然而，金銀花乃黃白相間，其花亦比鉤吻較長得多。
2005年，中國廣東省韶關市曲江區3名登山的學生在山野中誤將鉤吻當作金銀花採摘回去，而後將「金銀花」以開水沖泡飲用。當時9名曾喝過「金銀花」水的學生呈中毒狀，其中一人在送院後不治。

## 神農嘗百草
傳說「神農嘗百草」就是因誤食鉤吻（斷腸草）而死。
相傳神農氏自小便非常聰穎，常替他人排難解憂。一說神農四肢和頭臚以外全身透明，他長著一個透明可見的腸胃，吃下東西時食物在胃裡每每也仍清晰能見，而他有抱一副為百姓試藥治權之心，於是不斷走遍山林荒野，嘗盡百草，一試療效，而當該種藥草具毒性時，必能在其通透的胃中看到黑色，從而得知百草藥性，更有神農一日而遇七十毒之說。
一次神農在一處向陽之地發現一種葉塊相對而生、開著淡黃色小花的籐，一如以往神農氏摘下小片嫩葉吃下，一下子毒性卻猛然發作，神農馬上感到不適。正當神農打算吃下他常備在身邊的解毒葉子時，此時卻目睹自己的腸子已截成一段段的，過了不久，神農也因此結束了生命。其後，人們便將該種植物叫作斷腸草，一般認為就是鉤吻。

## 小說中的斷腸草
金庸所著的武俠小說《神鵰俠侶》中，劇毒的斷腸草被描繪成虛構有毒植物情花的解藥。

## 延伸阅读
[在维基数据编辑]
 《欽定古今圖書集成·博物彙編·草木典·鉤吻部》，出自陈梦雷《古今圖書集成》
 《植物名實圖考·鉤吻》，出自吳其濬《植物名實圖考》

## 外部連結
- 鉤吻 標本 （页面存档备份，存于）－台灣數位典藏聯合目錄
- 斷腸草 （页面存档备份，存于）－香港衛生署
- 鉤吻－澳門植物園
- 鉤吻, Gouwen （页面存档备份，存于）－藥用植物圖像數據庫（香港浸會大學中醫藥學院）（繁體中文）（英文）